# Царук Олександр Олексійович
Олекса́ндр Олексі́йович Цару́к — український актор-лялькар. Член Національної спілки театральних діячів України. Заслужений артист України (2004).

## Біографічні відомості
Народився у селі Ліщани Ізяславського району Хмельницької області. 1978 року закінчив у Кам'янці-Подільському культурно-освітнє училище (нині Кам'янець-Подільський коледж культури і мистецтв), за фахом — режисер драматичного колективу .
Актор Хмельницького обласного театру ляльок.
22 червня 1994 року Олександрові Царуку надано звання «Заслужений артист України» — за значний особистий внесок у збагачення культурної і мистецької спадщини народу України, високу виконавську та професійну майстерність .
Лауреат першого Всеукраїнського фестивалю гумору й сатири імені Андрія Сови (друга премія). 2007 року став лауреатом Нобельської премії.
Створив образ Діда — ляльку, яка з гумором розповідає свої життєві історії.